# Mark Hollis (album)
Singles de Mark Hollis
Arb Section 1
Mark Hollis est l'unique album solo de l'auteur-compositeur-interprète britannique Mark Hollis, ancien chanteur du groupe Talk Talk. Il est sorti en 1998 sur le label Polydor.

## Histoire

### Parution et accueil
L'album reçoit d'excellentes critiques à sa sortie, qui mettent toutes l'accent sur le fort minimalisme de sa musique. Dans The Guardian, David Bennun le compare à The Academy in Peril (en) de John Cale (1972) et Tilt de Scott Walker (1995), en soulignant qu'il est tout aussi austère, mais plus chaleureux que ces deux disques. Paul Moody dresse quant à lui des parallèles avec l'atmosphère de morceaux comme Solid Air de John Martyn (1973), Fake Plastic Trees de Radiohead (1995) et Grace de Jeff Buckley (1994) dans sa critique pour NME.

## Fiche technique

### Chansons
| No | Titre                | Auteur                          | Durée |
| -- | -------------------- | ------------------------------- | ----- |
| 1. | The Colour of Spring | Mark Hollis, Phil Ramacon       | 3:52  |
| 2. | Watershed            | Mark Hollis, Warne Livesey (en) | 5:45  |
| 3. | Inside Looking Out   | Mark Hollis                     | 6:21  |
| 4. | The Gift             | Mark Hollis, Warne Livesey      | 4:22  |
| 5. | A Life (1895–1915)   | Mark Hollis, Warne Livesey      | 8:10  |
| 6. | Westward Bound       | Mark Hollis, Dominic Miller     | 4:18  |
| 7. | The Daily Planet     | Mark Hollis, Warne Livesey      | 7:19  |
| 8. | A New Jerusalem      | Mark Hollis, Warne Livesey      | 6:49  |

### Musiciens
- Mark Hollis : chant, guitare
- Martin Ditcham (en) : batterie, percussions
- Chris Laurence (en) : contrebasse
- Lawrence Pendrous : piano, harmonium
- Iain Dixon : clarinette
- Tim Holmes : clarinette
- Mark Feltham (en) : harmonica
- Henry Lowther (en) : trompette
- Andy Panayi (en) : flûte
- Melinda Maxwell (en) : cor anglais
- Dominic Miller : guitare
- Robbie McIntosh : guitare
- Maggie Pollock : basson
- Julie Andrews : basson

### Équipe technique
- Mark Hollis : producteur
- Phill Brown : ingénieur du son
- Cally and Crane : design
- Stephen Lovell-Davis : photographie
- Keith Aspden : management